# Gavin Report
Gavin Report var en amerikansk facktidning för radioindustrin vars huvudkontor var i San Francisco. Tidningen grundades av radiopersonligheten Bill Gavin och den första publiceringen var år 1958. Topplistan Top 40 användes ofta av radioarbetare på mainstreamradio för att bestämma utbudet i deras spellistor. Tidningen anordnade ett årligt seminarium för medlemmar inom industrin.
År 2002 lades tidningen ner av ägaren United Business Media som drivit tidningen sedan 1992. Chefer på Gavin Report hävdade att brist på lyckat samarbete med andra medier, bland andra Channel Communications och Infinity Broadcasting, samt dåliga besökssiffror på seminarierna var bidragande orsaker till nedläggningen.